# هزارتو (فیلم ۲۰۰۷)
هزارتو یا پیچ و خم(به هندی: Bhool Bhulaiyaa)فیلمی محصول سال ۲۰۰۷ و به کارگردانی پریادارشان است. در این فیلم بازیگرانی همچون آکشی کومار، آمیشا پاتل، ویدیا بالان، شاینی آهوجا، پارش راوال، راجپال یاداو، آسرانی، کاویری جها ایفای نقش کرده‌اند.
هزار تو ۲ دنباله این فیلم است.